# Kamulyan (Bantarsari)
Kamulyan is een bestuurslaag in het regentschap Cilacap van de provincie Midden-Java, Indonesië. Kamulyan telt 12.564 inwoners (volkstelling 2010).